# Rifugio Baita Golla
Il rifugio Baita Golla è un rifugio situato nel comune di Premolo (BG), in val Seriana, nelle Alpi Orobie, a 1.756 m..

## Caratteristiche e informazioni
Il rifugio Baita Golla ha una capacità di 30 posti letto. È di proprietà della sezione di Leffe del CAI ed è aperto nei fine settimana da metà maggio a settembre.

## Accessi
- Sentiero 260: Alpe Grina Gorno - Forcella Bassa - Rifugio Baita Golla
- Sentiero 263: Alpe Grina Gorno - Bivacco Telini - Bivacco Mistri - Rifugio Baita Golla
- Sentiero 262-260: Piazza Golla Premolo - Baita Foppelli - Rifugio Baita Golla

## Ascensioni
- Cima di Grem
- Monte Matto di Golla
- Monte Golla
- Pulpet